# Mondicourt
Mondicourt là một xã trong tỉnh Pas-de-Calais, vùng Hauts-de-France, Pháp. 
Mondicourt là một xã công nghiệp nhẹ và nông nghiệp có cự ly 19 dặm (31 km) về phía tây nam Arras, tại giao lộ của D6 và N25, tại ranh giới với tỉnh Somme.

## Dân số
| 1962                                                              | 1968 | 1975 | 1982 | 1990 | 1999 | 2006 |
| ----------------------------------------------------------------- | ---- | ---- | ---- | ---- | ---- | ---- |
| 609                                                               | 623  | 692  | 741  | 662  | 676  | 670  |
| Số liệu điều tra dân số tính từ năm 1962, dân số chỉ tính một lần |      |      |      |      |      |      |